# Serj Tankian
Serj Tankian (Bejrut, Libanon, 21. kolovoza 1967.) glazbenik je armensko američko libanonskog podrijetla. Pjevač je, klavijaturist i gitarist alternativnog metal sastava System of a Down.

## Životopis
Rođen je u Beirutu (Libanon), 21. kolovoza 1967., gdje je živio do svoje osme godine, a nakon toga se s roditeljima i mlađim bratom Sevagom preselio u Los Angeles gdje i danas živi. Unatoč tome što je rođen u Libanonu, podrijetlom je iz Armenije. Serj se bavi i pisanjem poezije te je izdana i njegova knjiga Cool Gardens koja ima 96 stranica sa slikama. 
Osim što je stalan član sastava, Tankian je pokrenuo i vlastitu diskografsku kuću – Serjical Strike, s ciljem da se tu objavljuje i pušta glazba njegovih najdražih glazbenika. Prvi projekt sa Serjical Strike-om nazvan je "Serart", a u njemu osim samog Serja sudjeluje i poznati glazbenik, Arto Tuncboyacyan, također Armenac. SerArt je mješavina jazza, rocka, hip hopa, dancea i eksperimentalne glazbe. Sastavi s kojima Tankian surađuje su Bad Acid Trip, Kittens for Christian, Slow Motion Reign itd. Godine 2007. izdao je svoj prvi solo album, nazvan Elect the Dead, a 2010. i koncertnu verziju Elect the Dead Symphony u suradnji s Aucklandskim filharmonijskim orkestrom. Nedugo prije nego što je objavljeno da se System of a Down ponovo okuplja, objavio je i drugi studijski album Imperfect Harmonies, a 2012. treći nazvan Harakiri.

## Aktivizam
Tankian je vegetarijanac i politički aktivist. Kao i ostali članovi sastava System of a Down, zalaže se za priznavanje genocida nad Armencima.

## Diskografija
Sa System of a Downom
- System of a Down (1998.)
- Toxicity (2001.)
- Steal This Album! (2002.)
- Mezmerize (2005.)
- Hypnotize (2005.)

Samostalno
- Elect the Dead (2007.)
- Imperfect Harmonies (2010.)
- Harakiri (2012.)
- Orca Symphony No. 1 (2013.)
- Cool Gardens Poetry Suite (2021.)
- Cinématique Series: Illuminate (2021.)
- Cinématique Series: Violent Violins (2021.)
- Elasticity (2021.)
- Foundations (2024.)

## Vanjske poveznice
- Tankianova službena stranica
- Tankianova myspace stranica
- Službena SOAD stranica